# Recoules-d'Aubrac
Recoules-d'Aubrac é uma comuna francesa na região administrativa de Occitânia, no departamento de Lozère. Estende-se por uma área de 26,55 km². Em 2010 a comuna tinha 185 habitantes (densidade: 7 hab./km²).